# Ghoul

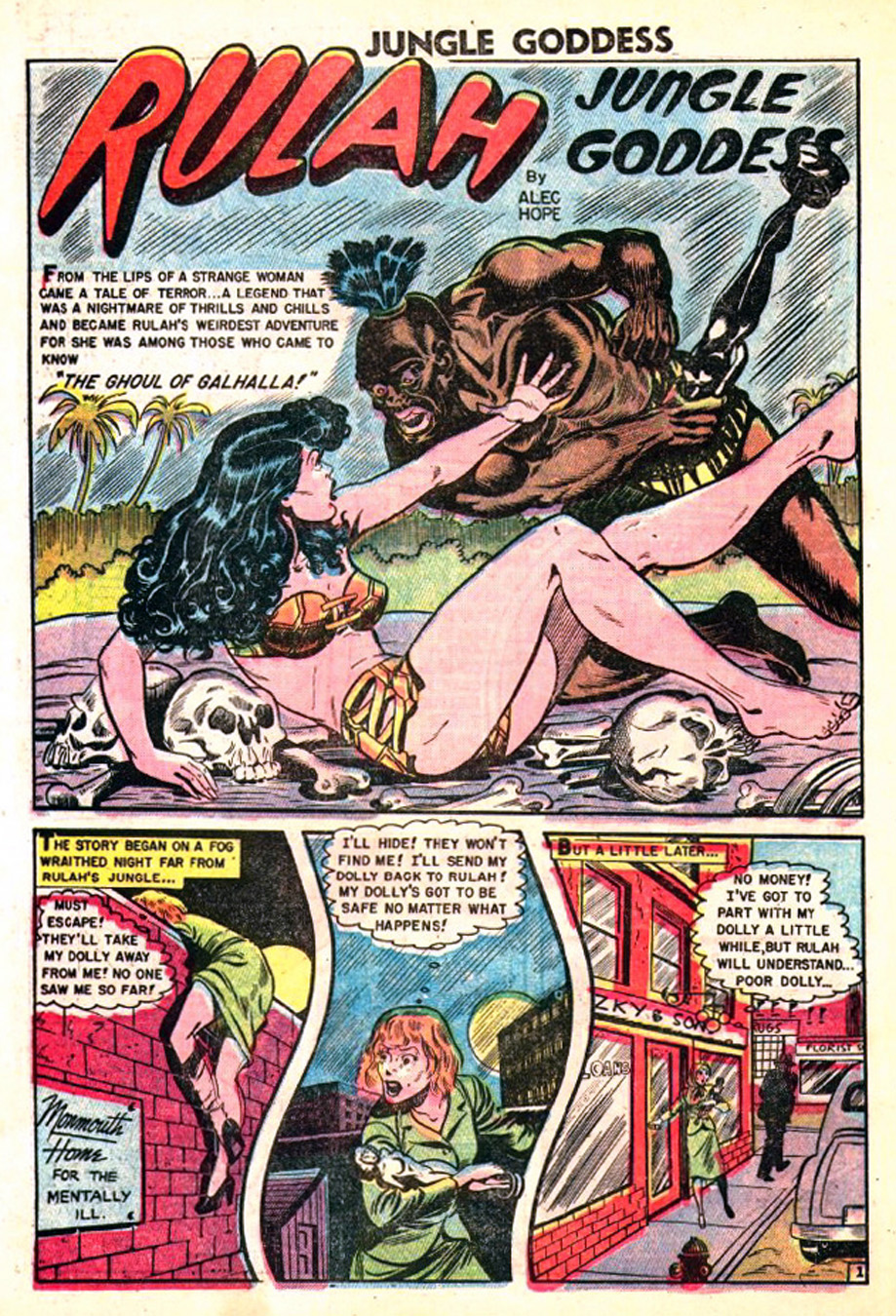
De ghoul van Galhalla

Een ghoul, grafschender of lijkenpikker is een fictief monster dat een rol speelt in veel volksverhalen verspreid over de wereld. Het is een demonische reus of ondood wezen, dat zich zou voeden met menselijk vlees. Vrouwelijke versies worden soms ghoulia genoemd. Een nieuwere interpretatie van de Ghoul komt van een japanse anime genaamd Tokyo Ghoul, waarin Ghouls worden weergegeven als mensachtige wezens met variërende Kagune.
De term ghoul is geïntroduceerd in 1786 door William Beckford. Hij gebruikt de term in zijn boek Vathek, dat gaat over het mythische Arabische wezen ghūl.

## Achtergrond
Ghouls komen oorspronkelijk uit Arabische folklore, waarin ze een bedreiging voor alles en iedereen in hun omgeving vormen. Ze kunnen mensen bezeten maken, of ze verslinden. Slachtoffers zijn vaak arm of op een andere manier buiten de samenleving gezet. Toch is de ghoul vaak te verslaan, zoals in Onderdeurtje. Ghouls zijn in staat tot gedaanteverandering.
Ze hebben veel overeenkomsten met andere reuzen, zoals ogers, menseneters en oni's.
De ghouls spelen nog altijd een belangrijke rol in literatuur en andere media. Enkele voorbeelden:
- In The 13 Ghosts of Scooby-Doo, is Vincent Van Ghoul een personage.
- Scooby-Doo and the Ghoul School.
- In Thriller van Michael Jackson spelen grizzly ghouls from every tomb een rol.
- In BeetleBorgs is Little Ghoul een klein Magere Heinachtig monster. Ze heeft een kort lontje en weinig respect voor anderen.
- In Nosferatu: Phantom der Nacht is de ghoule een vampier.
- In de computerspelserie Fallout is Ghoul een ras.
- In het bordspel Warhammer zijn ghouls een type monster dat lijken opeet.
- In de Warcraft-gameserie zijn ghouls de basiskrijgers van de Undead Scourge. Deze logge, rottende lijken waren ooit zombies die de definitieve overgang naar echte 'undeath' hebben gemaakt. Ghouls hebben een groot uithoudingsvermogen en genieten van gevechten met levende wezens. Ghouls zijn vraatzuchtige kannibalen die hun wonden kunnen herstellen door het vlees van gevallen krijgers te eten.
- In de Poolse boekenserie/videospel The Witcher ook wel De Hekser genaamd in het Nederlands zijn verschillende grafschenders/ghouls aanwezig.
- In de band Ghost zijn de muzikanten ghouls.

## Ster
- Algol is bekend als El Ghoul, hij bevindt zich in het reuzenstadium